# Выру (волость)
Вы́ру (эст. Võru) — бывшая волость в Эстонии в составе уезда Вырумаа.

## География
Площадь волости — 202,5 км². Административным центром волости был город Выру (в состав волости не входил). Волость включала в себя 3 посёлка и 35 деревень.
На территории волости находятся озёра Тамула (из которого берёт своё начало самая длинная река Эстонии — Выханду), Алаярв и др.

## Население
Численность населения на 1 января 2006 года составляла 4 807 человек.

## Населённые пункты

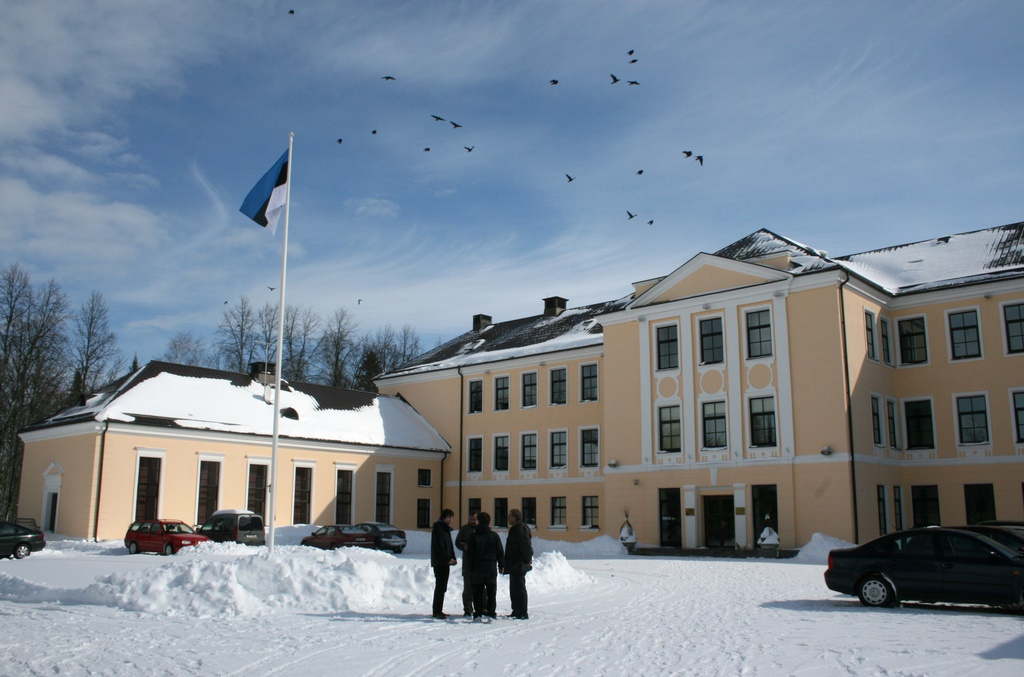
Вырумааский профессиональный центр в посёлке Вяймела

- Посёлки: Козе, Парксепа и Вяймела.
- Деревни: Ханнусте (Hannuste), Касаритса (Kasaritsa), Кирумпяэ (Kirumpää), Колепи (Kolepi), Колорейно (Koloreino), Кусма (Kusma), Кярнамяэ (Kärnamäe), Кяэтсо (Käätso), Лапи (Lapi), Ломпка (Lompka), Лоосу (Loosu), Меэгомяэ (Meegomäe), Меэлику (Meeliku), Мыйзамяэ (Mõisamäe), Мыкси (Mõksi), Нави (Navi), Нооска (Nooska), Палометса (Palometsa), Пуйга (Puiga), Райсте (Raiste), Раудсепа (Raudsepa), Роозисааре (Roosisaare), Ряпо (Räpo), Сика (Sika), Тагакюла (Tagaküla), Тоотси (Tootsi), Умбсааре (Umbsaare), Вагула (Vagula), Вана-Нурси (Vana-Nursi), Вериярве (Verijärve), Вылси (Võlsi), Вырумыйза (Võrumõisa), Вырусоо (Võrusoo), Вяйсо (Väiso), Юба (Juba).